# Soevereine Militaire en Hospitaalorde van Sint-Jan van Jeruzalem
De Soevereine Militaire en Hospitaalorde van Sint-Jan van Jeruzalem, Oecumenische Ridders van Malta is een van de 26 in de eerste jaren van de 21e eeuw actieve "valse" orden van Malta.
Het "False Orders Committee" van de door Nederland en vele andere staten erkende Soevereine Militaire Hospitaal Orde van Sint Jan van Jeruzalem, van Rhodos en van Malta noemt de orde "vals" .
Een pseudo-orde als deze misbruikt begrippen als "soeverein" en "militair". De orde is enkel een liefdadigheidsorganisatie die donoren en investeerders in de aan de orde verbonden Glorus Foundation en de "Euro-America Finance Holding International - Cayman Islands - Panama" met de oppervlakkige gelijkenis met de oude en gerenommeerde Orde van Malta gebruikt. De valse naam misleidt donoren en investeerders, vooral in het Caraïbisch gebied met beloften van belastingvoordelen. In Duitsland is de organisatie verwant met de stichting "Kreuz des Südens".
De Orde van Malta is overigens niet oecumenisch, zij is nauw met het Vaticaan en de katholieke kerk verbonden.